# Resolució 1869 del Consell de Seguretat de les Nacions Unides
La Resolució 1869 del Consell de Seguretat de les Nacions Unides fou adoptada per unanimitat el 25 de març de 2009. Després de recordar les resolucions anteriors sobre Bòsnia i Hercegovina, el Consell donar la benvinguda a la designació de Valentin Inzko com a Alt Representant per a Bòsnia i Hercegovina com a substitut de Miroslav Lajčák.
Alhora, el Consell va reafirmar l'autoritat de l'Alt Representant en el terreny en virtut de la interpretació de l'annex 10 sobre la implementació civil de l'Acord de Dayton per a la pau a Bòsnia i Hercegovina i el seu paper l'orientació i la coordinació de les activitats de les organitzacions i organismes civils implicats en ajudar les parts a aplicar l'Acord.